# Guangfulin
Guangfulin é um sítio arqueológico no distrito de Songjiang, Shanghai, China. Estima-se que tenha mais de 5.000 anos de idade. Artefatos da dinastia Zhou também foram desenterrados no local.
O sítio abrange 250 quilômetros quadrados. Foi anunciado pelo conselho estadual como o Sítio de Proteção de Relíquias Culturais de Xangai em dezembro de 1977 e foi aprovado como um do sétimo sítio de Unidades Nacionais de Proteção de Relíquias Culturais Principais em maio de 2013. As relíquias culturais de Guangfulin foram descobertas desde 1958, com uma série de 4 escavações até agora. Ele divide a civilização primitiva da Nova Era da Pedra em tipos claros no lago Taihu. O Parque de Relíquias Guangfulin (广富林文化遗址) foi construido em 2014.

## Parque das Relíquias de Guangfulin
Este parque temático apresenta arte e arquitetura atraentes e interessantes em um cenário de terras agrícolas. O ponto focal é o museu cultural construído em torno da premissa de retratar a cultura de Xangai desde a era neolítica, em um edifício meio enigmático que está parcialmente submerso para dar a impressão de descer ao local arqueológico.